# Untitled 7''
Untitled 7" è il secondo EP dei La Dispute, pubblicato il 1º maggio 2008 con etichetta Forest Life Records. I primi 100 ordini di quest'EP includono anche l'EP Here, Hear, uscito pochi giorni dopo. Il 24 dicembre 2009 l'EP è stato messo a disposizione per il download su Bandcamp; tutti i ricavati fino al 17 gennaio 2010 sono andati alla Well House Community Living of Grand Rapids, un'organizzazione non profit che si occupa dei senzatetto di Grand Rapids, città natale dei La Dispute. I ricavi successivi vanno alla band.
Le due canzoni, escluse dall'album di debutto Somewhere at the Bottom of the River Between Vega and Altair, sono collegate tra loro sia per dei riferimenti comuni ad entrambe nei testi, sia per i titoli: Only Everything Below è infatti completato da Shall Never Lose Its Power, e la frase completa suona press'appoco come "Solamente tutto ciò che sta al di sotto non perderà mai il suo potere".

## Tracce
1. Only Everything Below – 3:59
2. Shall Never Lose Its Power – 4:26

## Formazione
- Jordan Dreyer - voce
- Chad Sterenburg - chitarra
- Brad Vander Lugt - batteria
- Adam Vass - basso
- Kevin Whittemore - chitarra